# Callogaza colmani
Callogaza colmani is een slakkensoort uit de familie van de Margaritidae. De wetenschappelijke naam van de soort is voor het eerst geldig gepubliceerd in 2012 door Hickman.